# The Twang (deutsche Band)
The Twang ist eine Countryband aus Deutschland.
Die Band hat sich durch die „Countryfizierung“ von bekannten Rock-, Pop- und Discosongs einen Namen gemacht. So spielen The Twang zum Beispiel Fight For Your Right von den Beastie Boys oder auch Oops I Did It Again von Britney Spears in Country-Versionen. The Twang gelten als die Urväter dieser Spielart, allerdings haben sich mittlerweile auch Bands wie Handsome Hank and his Lonesome Boys, Texas Lightning, Hayseed Dixie und The Boss Hoss mit dieser Variante einen Namen gemacht.

## Geschichte
1997 gegründet wurde die Band durch ihren damals einmaligen Country-Stil schnell über regionale Grenzen hinaus bekannt. 1999 veröffentlichte die Band ihre erste CD in Eigenproduktion. 2000 war The Twang dann auf dem Alternative-Country Sampler Land of the Kantrie Giants zusammen mit Bands wie Fink oder Cow zu hören.
2003 veröffentlichte die Band dann das Album Countryfication. Damit wurde die Band deutschlandweit bekannt. Magazine wie der Rolling Stone, Spex oder auch Musikexpress lobten die damals noch einmalige Idee, Umsetzung und Songauswahl.
Es folgten Touren durch Deutschland und die USA.
2004 erschien mit Let There Be Twang das zweite Studioalbum der Band. Neben der deutschen Bandbesetzung sind auf dem Album auch die amerikanischen Countrymusiker Eddie Perez (u. a. Dwight Yoakam & The Mavericks), Earl Poole Ball (Johnny Cash & The Byrds) oder auch Tommy Spurlock (George Jones, Mark Knopfler & Keith Richards) zu hören. Das Album wurde in Deutschland und Texas produziert.
Neben den regulären Alben veröffentlicht die Band auch immer wieder CDs in Eigenproduktion.
2005 wurden The Twang von der German American Country Music Federation (GACMF) mit dem Newcomer Award ausgezeichnet.
Seit März 2006 ist Autor Hartmut El Kurdi als „Reverend Al ‚The Hammer‘ Twang“ festes Bandmitglied.
2009 sind The Twang auf Einladung von Mojo Nixon beim SXSW Festival in Austin, Texas aufgetreten.
Der Grafiker und Musiker Klaus Voormann hat das Cover für das Album A Guide To Modern Country Living 2010 gestaltet. Aufgenommen wurde es in Bülten, Houston und Austin. Gemastert wurde es von Christian Wright in den Abbey Road Studios in London.
2017 veröffentlichten The Twang mit Wüste Lieder ihr erstes Album mit deutschsprachigen Countryfizierungen. Als Gäste sind unter anderem Bela B, Johnny Falstaff und Jon Flemming Olsen auf dem Album zu hören.

## Diskografie
Reguläre Veröffentlichungen
- 2003: Countryfication
- 2004: Let There Be Twang
- 2007: Twang 'Em High
- 2010: A Guide to Modern Country Living
- 2017: Augenbling (Single)
- 2017: Wüste Lieder

Tour-Only Veröffentlichungen
- 1999: The Twang
- 2003: A Fistful of Presents
- 2005: Live In Hamburg
- 2005: Smoke on the Water (mit Hartmut El Kurdi)
- 2006: Not Your Average Country Band
- 2008: Ten Yeeehaws After
- 2011: For a Few Presents More
- 2011: International!
- 2013: Krawall Macht Reiter
- 2018: BS West
- 2019: The Good, the Bad & the Ugly Presents

DVD
- 2008: Ten Year Ride